# Textur (vägar)
Textur är ytskrovlighet hos vägbanor. Texturen har stor betydelse samspelet mellan vägbana och däck. Den påverkar bland annat trafikbuller, vägfriktion, trafiksäkerhet, miljö och väghållbarhet.

## Definition
Denna egenskap hos vägytan delas in i 3 intervall:
- Mikrotextur
- Makrotextur
- Megatextur

Mikrotextur avser ytan hos vägmaterialets beståndsdelar; ballastkorn respektive bindemedel. Den är viktig för väggrepp på torra ytor och har våglängder under 0,5 mm.
Makrotextur avser i princip form och storlek hos stenarna, 0,5–50 mm längd. Även mönster mellan intilliggande ballastkorn påverkar makrotexturen. Beläggningar med ca 5 mm långa porer är tysta att åka på, eftersom "ljudbubblan" framför däcket delvis kan pysa ned i dessa porer. Makrotexturen (och vägytans tvärfall samt längslutning) har avgörande betydelse för väggrepp vid bromsning från hög fart på våt vägyta. Tysta och halksäkra vägytor har mer än 0.6 mm djup Makrotextur. Hållbara vägytor har mindre än 2 mm djup makrotextur; idealt har vägar ca 1 mm djup makrotextur. På flygfält är det viktigare att förebygga stensläpp än att ytan är tyst att åka på. Därför ska flygfält ha 0,75-0,9 mm djup makrotextur.
Megatextur (50–500 mm) är en övergångsform mot ojämnheter (längre än 0,5 m) och ger däcksvibrationer som påverkar trafikanternas färdkvalitet. Dessa vibrationer kan delvis isoleras bort med ett bra fjädringssystem. Varken megatextur eller vägojämnheter är ytegenskaper; de är störande och farliga vägskador som ska vara nära 0. Intakt asfalt har ofta ca 0,1-0,4 mm megatextur. Skadad asfalt kan ha kring 1–2 mm megatextur. Guppiga gatstensbeläggningar har ofta 3–6 mm megatextur; gatsten är också mycket bullrig vid trafikering.

## Ljud- och miljöpåverkan
Mätvärden för mikro- och makrotextur påverkas av föroreningar, till exempel gummirester från bromsande hjul, samt av snö, is och slask. Texturen förändras också i takt med vägbanans slitage och polering. Halkfarlig polering är vanligt i Central- och Sydeuropa. I Sverige motverkas farlig polering genom uppruggning från dubbdäck. I Sverige tillverkas vägbeläggningar med mjukare bindemedel (mjukare bitumen) än i Centraleuropa, i syfte att motverka sprickbildning i samband med tjälrörelser. Extremt varma sommardagar, kan mjukt bitumen "blöda" så att texturen och därmed väggreppet blir mycket lågt. Beläggningens ytsten kan också lättare pressas ned om bindemedlet är mjukt. En ljus beläggning tar upp mindre solvärme. Därför kan beläggningar med ljus ytsten vara mindre blödningsbenägen och därmed ha bättre textur och halkresistens än beläggningar med mörk ytsten.
I högtrafikerade tätorter kan dubbarnas uppruggande leda till så omfattande partikelbildning att luften blir ohälsosam. Detta är dock inget problem längs lågtrafikerade vägar. Generella restriktioner mot dubbdäck skulle därför leda till sämre hälsa utanför större tätorter genom fler trafikolyckor. I stora tätorter är det angeläget att minska partikelbildningen; ett av flera sätt kan vara att begränsa dubbanvändningen till en "tillräcklig" omfattning för att ändå förebygga farlig polering.
I takt med att vägbeläggningar slits och går sönder, ökar texturen och därmed rullmotståndet, drivmedelsförbrukningen och utsläppen av växthusgasen koldioxid. Slitna vägytor med hög textur har visats ge upp till 15 % högre rullmotstånd än vägbeläggningar i bra skick.
Megatextur kan uppstå redan vid beläggningsarbete, orsakad av felande vägmaskiner eller inhomogen asfaltmassa. Den medför skakningar i ofjädrade delar av vägfordon och känns ofta tydligt i ratten. En stor del av vägtrafikbullret orsakas av Megatextur. Beläggningar av gatsten har ofta extremt mycket megatextur, och bör därför undvikas på ytor som ofta trafikeras av motorfordon med fart över parkeringshastighet. Texturen har mycket stor betydelse för väggreppet och därmed trafiksäkerheten. Särskilt hög risk uppstår när texturen varierar mellan höger och vänster hjulspår, så som vid olämpligt utförd fläckvis lappning av vägen. Detta kan medföra ojämn friktion (split friction, my-split), vilket resulterar i dramatiskt minskad kursstabilitet vid hård (nöd-)bromsning.
Bilindustriernas forskning om fordonstekniska sätt att minska stabilitets- och bromssträckeproblemen vid split friction omsätter årligen hundratals miljoner kronor vid provverksamheten i norra Sverige. Trafikverket och Luftfartsverket laserskannar beläggningars textur med profilografmätbilar.